# Барон Хансдон
Барон Хансдон — дворянський титул в Англії, що започатковувався двічі.

## Історія титулу
Вперше його було започатковано 1559 року для придворного Генрі Кері. Його онук, четвертий барон Хансдон, отримав титули віконта Рокфорда у 1621 році та графа Довера у 1628 році. Останньому спадкував його син. Після його смерті у 1677 році графство й віконтство були скасовані. Володіння перейшли до його троюрідного брата, 6-го барона Хансдон. Після смерті сьомого барона Хансдона у 1765 році баронський титул також припинив своє існування.
Титул було відновлено у 1923 році у системі перства Великої Британії. Володіння було відроджено для Герберта Гіббса. Гіббс був четвертим сином Гака Гіббса. Він був партнером у родинній фірмі Antony Gibbs & Sons. Його наступником став його син. У 1939 році його замінив його двоюрідний брат барон Елденгем. Нині два баронства об'єднані.

## Список баронів Хансдон

### Барони Хансдон, перша креація (1559)
- Генрі Кері, 1-й барон Хансдон (1526—1596)
- Джордж Кері, 2-й барон Хансдон (з 1556—1603)
- Джон Кері, 3-й барон Хансдон (1563—1617)
- Генрі Кері, 4-й барон Хансдон (пом. 1666) (став графом Довером у 1628 році)

### Графи Довер (1628)
- Генрі Кері, 1-й граф Довер, 4-й барон Хансдон (пом. 1666)
- Джон кері, 2-й граф Довер, 5-й барон Хансдон (1608—1677)

### Барони Хансдон, перша креація (продовження)
- Роберт Кері, 6-й барон Хансдон (пом. 1692)
- Роберт Кері, 7-й барон Хансдон (пом. 1702)
- Вільям Фердінанд Кері, 8-й барон Хансдон (1684—1765)

### Барони Хансдон, друга креація (1923)
- Герберт Гіббс, 1-й барон Хансдон (1854—1935)
- Волтер Гіббс, 2-й барон Хансдон (1888—1969) (успадкував титул барона Елденгема у 1939 році)